# Otto Schmidt (Politiker, 1842)
Otto Schmidt (* 15. Juni 1842 in Paderborn; † 17. Juni 1910 in Berlin) war ein deutscher Richter und Reichstagsabgeordneter.

## Leben
Otto Schmidt war der Sohn des Arztes Joseph Hermann Schmidt. Er besuchte das Gymnasium in Berlin, die Friedrich-Wilhelms-Universität zu Berlin und die Universität Innsbruck. In Innsbruck wurde er 1862 Mitglied des Corps Rhaetia. Ab 1863 war er im Staatsdienst, ab 1869 als Assessor und ab 1871 als Kreisrichter in Karthaus bei Danzig. In Berlin war er als Stadtrichter (1874) und Landrichter (1879) tätig. Seit 1889 saß er im Preußischen Abgeordnetenhaus. Für die Deutsche Zentrumspartei vertrat er ab 1893 den Wahlkreis Regierungsbezirk Minden 5 (Höxter, Warburg) im Reichstag (Deutsches Kaiserreich). Beide Mandate endeten mit seinem Tode. Verheiratet war er seit 1876 mit Anna Grauert. Aus der Ehe ging der Sohn Karl Schmidt (* 1890 in Berlin; † 1982 in Coesfeld) hervor.